# Barra brava
Barra brava est le nom donné aux groupes organisés de supporters d'équipe de football en Amérique latine. Ces groupes se caractérisent par leur violence, dans et en dehors du stade, leur utilisation d'engins pyrotechniques et leur ferveur déployée lors des matchs de leur équipe.
Les barra brava sont similaires au mouvement ultra européen. Le phénomène apparaît en Argentine au début des années 1950 et se répand tout au long de l'Amérique latine.
Il trouve généralement son origine dans une culture urbaine, dans laquelle des jeunes recherchent l'appartenance à un groupe déterminé. Il existe de nombreuses différences entre ces barras en Amérique latine, cependant, on peut déceler certaines caractéristiques communes : l'exaltation de la force, le nationalisme, le sentiment de l'honneur associé à la capacité à se battre et la nécessité de s'affirmer.
La marginalité urbaine et la consommation d'alcool et de drogues sont généralement associées aux barras bravas. Dans la majorité de l'Amérique latine, ces groupes sont formés principalement de jeunes entre 14 et 25 ans (sauf en Argentine, où les membres des barras bravas ont tendance à être plus âgés).

## Groupes barra brava

### Argentine
Les barras bravas argentines sont parmi les plus organisées et dangereuses du monde.
Dans ce pays tous les barras bravas sont considérées comme dangereuses, mais les organismes de sécurité estiment que les barras des Independiente, Newell's Old Boys, Boca Juniors et River Plate sont les plus puissants.

### Brésil
- Forza Granata (Sociedade Esportiva e Recreativa Caxias do Sul)
- Geral do Gremio (Grêmio Foot-Ball Porto Alegrense)
- Guarda Popular Colorada (Sport Club Internacional)
- Guerreiros do Almirante (Clube de Regatas Vasco da Gama)
- Loucos da Papada (Esporte Clube Juventude)
- Povão Coxa-Branca (Coritiba Foot Ball Club)
- Resistência Alvinegra (Figueirense Futebol Clube)
- Avante (Esporte Clube Bahia)
- Camisa 33 (Clube do Remo)

### Chili
- La Garra Blanca (Colo Colo)
- Los Cruzados (Universidad Catolica)
- Los de Abajo (Universidad de Chile)
- Los Panzers (Santiago Wanderers)
- Los Marginales (Curicó Unido)
- Furia Roja (Unión Española)
- Los Tanos (Audax Italiano)
- Los Baisanos (Palestino)
- Oro Y Cielo (Everton)
- Los Acereros (Huachipato)
- Los Rediablos (Ñublense)
- Huracán Naranja (Cobreloa)

### Colombie
- Furia Verde Sur FVS (Deportivo Cali)
- Frente Radical Verdiblanco "FRV-AVN" (Deportivo Cali)
- Holocausto Norte Zona 11 "HNZ11" (Corporación Deportiva Once Caldas)
- Los Del Sur "LDS" (Atlético Nacional)
- Baron Rojo Sur "BRS-DRB-LBD" (América de Cali)
- AMP (Deportivo Pasto)
- Pasión Naranja (Envigado Fútbol Club)
- Alta Tension Neiva "ATN" (CD Atlético Huila)
- Comandos Azules Distrito Capital "CADC" (Club Deportivo Los Millonarios)
- Guardia Albi Roja Sur "GARS" (Santa Fé C.D.)
- Rexistencia Norte "RXN" (Independiente Medellín)
- Revolucion Vinotinto Sur "RVS" (Deportes Tolima)
- Artillería Verde Sur "AVS" (Deportes Quindío)
- Frente Rojiblanco Sur "FRBS" (Corporación Deportiva Popular Junior)
- Revolución Auri Verde Norte "RAVN" (Real Cartagena)
- La Primera De Chico (Chicó)
- Lobo Sur Pereira "LSP" (Pereira)
- Anarquía Negra (Alianza Petrolera)
- Garra Samaria Norte "GSN" (Unión Magdalena)
- Fortaleza Leoparda Sur "FLS" (Bucaramanga)

### Costa Rica
- La 12 (LD Alajuelense)
- Garra Herediano (CS Herediano)
- Ultra Morada (Deportivo Saprissa)
- Fuerza Azul (CS Cartagines)
- Turba Poeta (AD Ramonense)
- Naranja Mecánica (Puntarenas FC)
- Locura Palmareña (AD COFUTPA)
- La 41 (Municipal Grecia)

### Équateur
- Muerte Blanca (Liga Deportiva Universitaria)
- Boca del Pozo (Club Sport Emelec)
- Sur Oscura (Barcelona Sporting Club)

### Guatemala
- Trinchera Escaldada (CSD Municipal)
- Vltra SvR (CSD Comunicaciones)

### Panama
- Ultra Roja (San Francisco FC)

### Honduras
- La 12 Comayaüense (Hispano FC)
- Furia Verde (CD Marathón)
- Los Revolucionarios 1928 (CD Motagua)
- La Macro Azurra (CD Motagua)
- La Ultra Fiel (CD Olimpia)
- Los Desamparados (CD Platense)
- Comando 12 (Real España)
- Jaibas Bravas (CD Victoria)
- Los Cocoteros (CDS Vida)

### Pérou
- Barra "U" Oriente (Universitario de Deportes)
- Trinchera Norte (Universitario de Deportes)
- Banda del Basurero (Club Centro Deportivo Municipal)
- Comando Sur (Alianza Lima)
- Extremo Celeste (Sporting Cristal)
- Furia Roja (Cienciano del Cusco)
- Infierno Rojinegro (FBC Melgar)
- Juventud Rosada (Sport Boys)

### Mexique
- La Sangre Azul (Cruz Azul)
- La Banda del Rojo LBR (Deportivo Toluca F.C.)
- La Adicción (CF Monterrey)
- La Rebel (Pumas UNAM)
- Barra 51 (Club Atlas)
- La Resistencia (Querétaro FC)
- La Komún (Club Santos Laguna)
- La Monumental (Club América)
- La Irreverente (Chivas de Guadalajara)
- Ritual del Kaoz (Club America)
- Libres y Lokos (Tigres UANL)

### Tunisie
- Brigade Rouge (Étoile sportive du Sahel), fondé le 18 janvier 2001, a modifié sa mentalité Ultras en Barra Brava le 12 décembre 2007 après avoir reçu la bache "jugador 12" des supporteurs barra brava du Club Atlético Boca Juniors après le match (Étoile sportive du Sahel vs Boca Juniors) en coupe du monde des clubs en 2007.
- Mokninyos 08 (Sporting Club du Moknine) fondé le 24 novembre 2008 , a modifié sa mentalité Ultras en Barra Brava le 22 novembre 2022. Le groupe BRIGADE ROUGE 01 (étoile sportive du sahel) lui a donné une confirmation après une réunion des deux groupes le 22/11/2022 pour que ce groupe puisse faire la modification de sa mentalité.

### Uruguay
- La Banda del Parque (Club Nacional de Football)
- La Barra Amsterdam (Club Atlético Peñarol)
- Los Feos (Club Atlético Peñarol)
- La Caterva Aurinegra (Club Atlético Peñarol)

### Venezuela
- La Mafia Roja (Unión Lara)